# Neocordulia griphus
Neocordulia griphus – gatunek ważki z rodziny Synthemistidae. Występuje w Ameryce Centralnej; stwierdzony w Kostaryce i Gwatemali.